# Милан Поповић (свештеник)
Милан Поповић (Мартин Брод, 1874 — Лички Бушевић, 1941) је био јереј СПЦ и парох из Мартин Брода из далматинске епархије. После шест разреда гимназије отишао је на богословију у Рељеву, коју је завршио 1899. године. Рукоположен је исте године и постао парох У Паланчишту код Приједора, После је био у Хашанима крај Босанске Крупе. Служио је и у Рмањ манастиру код Мартин Брода. Писао је у Босанској вили и другим часописима. Током Првог светског рата, аустријске власти су га интернирале и затвориле у Араду. Доласком Другог светског рата и након оснивања НДХ, ухапшен је јула 1941. године и затворен је у Кулен Вакуфу. Одвели су га 29. јула у Лички Бушевић, где су га страховито мучили. Усташе су га заклале и бациле у једну од јама.